# Meet Bill
Meet Bill (Originaltitel ursprünglich Bill) ist eine US-amerikanische Filmkomödie aus dem Jahr 2007. Regie führten Bernie Goldmann und Melisa Wallack, das Drehbuch schrieb Melisa Wallack.

## Handlung
Bill arbeitet als Manager in einer Bank, die von seinem Schwiegervater geleitet wird. Er hat dort nicht nur wenig zu tun, sondern wird auch von den Kollegen nicht ernst genommen. Als er eines Tages erfährt, dass seine Ehefrau Jess eine Affäre mit dem Fernsehmoderator Chip Johnson hat, frustriert ihn das derart, dass er seinen Kontrahenten verprügelt und daraufhin kurzzeitig in Polizeigewahrsam genommen wird.
In dieser Situation lernt Bill den Teenager Kid kennen und beide freunden sich an. Kid hilft Bill sein Leben neu zu organisieren. Er überzeugt ihn, seine Frau eifersüchtig zu machen, um sie so zurückzugewinnen. Zu diesem Zweck überredet Kid die Dessous-Verkäuferin Lucy, die er vor kurzem kennengelernt hat, sich als Bills neue Freundin auszugeben.
Bill will sich mit einer neuen Filiale einer Donutkette, die er gern leiten würde, selbständig und von seinem Schwiegervater unabhängig machen. Um diese zu eröffnen, braucht er jedoch seine Frau Jess; für diese springt Lucy ein. Als Bill sich am Ende jedoch wieder mit seiner Frau versöhnt und sie auch bereit ist, mit ihm die Leitung einer Filiale zu übernehmen, kommt alles anders. Bills Einstellung zum Leben hat sich durch Kids Hilfe derart geändert, dass er sich entschließt, auch ein anderes Leben zu führen, eines, das ihn glücklich macht. Eine eigene Firma erscheint ihm dabei nicht der richtige Weg zu sein. Er schneidet sich die Haare, was er bisher immer möglichst vermieden hat, verändert seine Garderobe und erklärt seinem Schwiegervater zum ersten Mal voller Selbstbewusstsein, dass er nicht weiter in seiner Bank arbeiten wird. Jacoby akzeptiert Bills Entscheidung und seine Gründe dafür und er lobt ihn für den Angriff auf Chip Johnson. Jacoby erklärt sogar, dass er dasselbe getan hätte, wenn er in dieser Situation gewesen wäre. Trotz des Versuchs seiner Tochter, ihre Affäre zu verbergen, wusste Jacoby davon. Trotz einer gewissen Versöhnung wollen Bill und Jess dennoch getrennte Wege gehen.
Bill geht zu Kids Schule, um ihm Lebewohl zu sagen. Er ist gespannt auf ein neues, unbekanntes Kapitel in seinem Leben, das er nun beginnen will. Er verabschiedet sich mit dem Versprechen, mit Kid in Kontakt zu bleiben, und sagt ihm, dass dieser in seinen Spind schauen soll. Als Kid dies tun will, explodiert dort ein kleines Feuerwerk, was ihn amüsiert und zeigt, dass Bill auf einem guten Weg ist.

## Hintergrund
Der Film wurde in New York, in St. Albans und in St. Louis (jeweils Missouri) gedreht. Die Weltpremiere fand am 8. September 2007 auf dem Toronto International Film Festival statt. Am 15. November 2007 wurde er auf dem St. Louis International Film Festival gezeigt.

## Besetzung und Synchronisation
| Schauspieler     | Rolle        | Synchronsprecher |
| ---------------- | ------------ | ---------------- |
| Aaron Eckhart    | Bill         | Tom Vogt         |
| Logan Lerman     | Kid          | Tim Kreuer       |
| Jessica Alba     | Lucy         | Celine Fontanges |
| Elizabeth Banks  | Jess         | Freya Trampert   |
| Todd Louiso      | John Junior  |                  |
| Timothy Olyphant | Chip Johnson | Christian Stark  |
| Reed Diamond     | Paul         | Asad Schwarz     |
| Andy Zou         | Donald Choo  | Heiko Akrap      |
| Jason Sudeikis   | Jim Whittman | Volker Hanisch   |
| Holmes Osborne   | Mr. Jacoby   | Eberhard Haar    |

## Kritiken
Eddie Cockrell spottete in der Zeitschrift Variety vom 13. September 2007, die Regie und die Darstellungen seien „subtil wie ein Herzinfarkt“. Eckhart simplifiziere wie Cary Grant, Alba habe bis auf ihr Lächeln wenig zu tun. Die Bilder der Drehorte in der Region von St. Louis seien „nett gemacht“.
David Nusair schrieb auf Reel Film Reviews, der Film sei „grundsätzlich unterhaltsam“, aber man könne ihn vergessen. Die Intrigen des Drehbuchs, dem ein einheitlicher Ton fehle, seien „zunehmend albern“ („increasingly silly machinations of the film’s screenplay“). Aaron Eckhart mache „fantastische Arbeit“ und verwandle Bill in eine sympathische Figur.
Kino.de wertete: „Aaron Eckhart, frisch zum Boxoffice-Ritter geschlagen als ‚Batman‘-Widersacher Two-Face, gibt in deutlichem Kontrast zu diesem einen farblosen Loser in dieser sympathischen Beziehungskomödie nach Art von und in etwa mit ähnlichen Zutaten wie der im Anspruch allerdings ein bis zwei Ligen höher spielende ‚American Beauty‘. Timothy ‚Hitman‘ Olyphant ist der Nebenbuhler, Barbara-Bush-Darstellerin Elizabeth Banks die Ehefrau, und als Femme fatale vom Beziehungspannendienst tritt Jessica Alba in Erscheinung. Erste Wahl für Komödienfreunde.“
Bei film-rezensionen.de werteten die Kritiker: „Meet Bill ist eine Dramen-Komödie über die Depressionen, das Glück, die Höhen und Tiefen im Alltag, die Arbeit und die Liebe. Die Story kommt sehr detailverspielt daher, achtet auf die kleinen Dinge und nicht die Oberflächligkeit.“